# フアン・カレーニョ・デ・ミランダ
フアン・カレーニョ・デ・ミランダ（Juan Carreño de Miranda、1614年3月25日 - 1684年10月3日）はバロック期に活躍したスペインの画家。

## 生涯
スペイン北部のアストゥリアス州のアビレスで、同名の画家の父親の元に生まれる。1623年、家族でマドリッドに移り、ペドロ・デ・ラス・クエバス（Pedro de las Cuevas：1568–1635）やバルトロメ・ロマン(c.1587-?)といった画家に弟子入りする。1658年、現在マドリッドの王宮で知られる宮殿のフレスコ画制作の助手として雇われる。1671年、セバスチャン・デ・エレーラ・バルヌエボの死に伴い、宮廷画家に任命される。ミランダは初期には祭壇画なども手がけたが、主にスペイン王室の人々を描いた肖像画家として知られている。
主な弟子にはマテオ・セレッソ(Mateo Cerezo)やJuan Martín Cabezalero、José Jiménez Donoso、José de Ledesmaらがいる。

## 作品

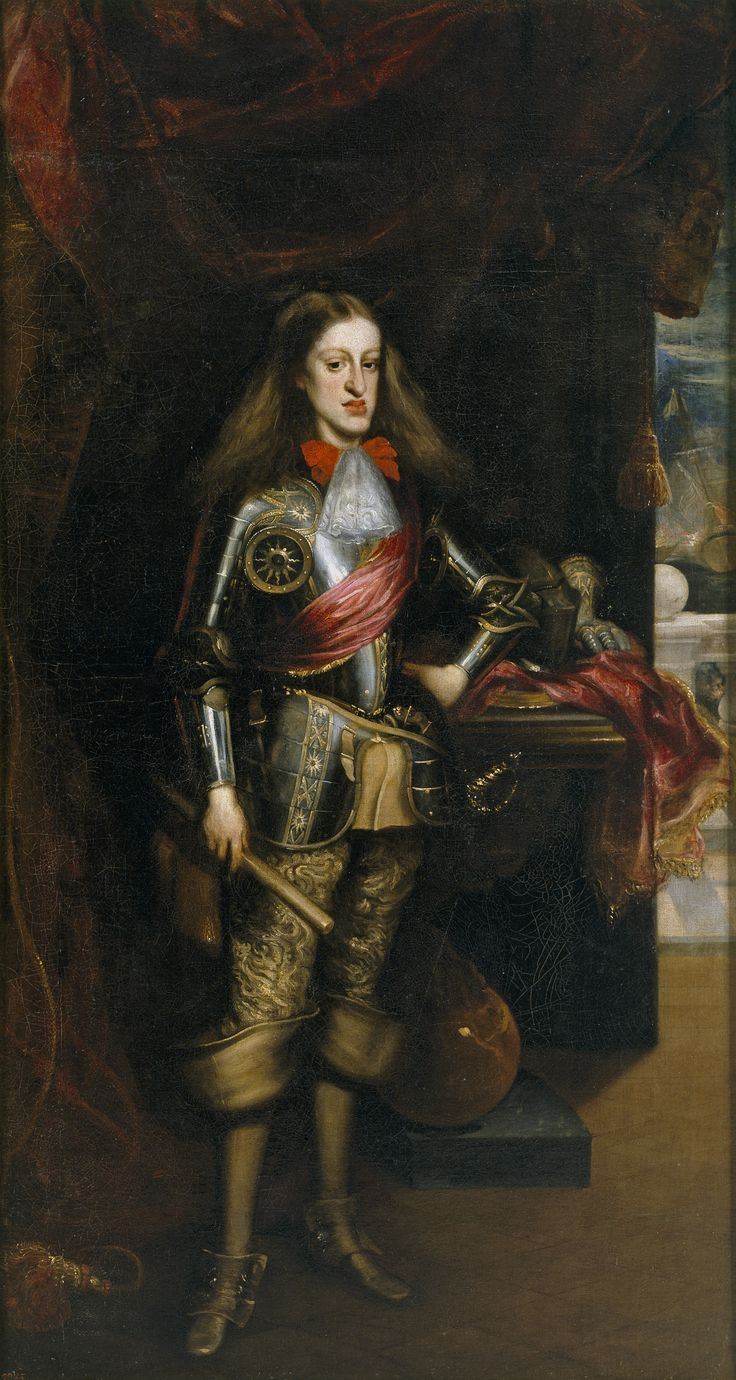
『甲冑姿のカルロス2世』 プラド美術館
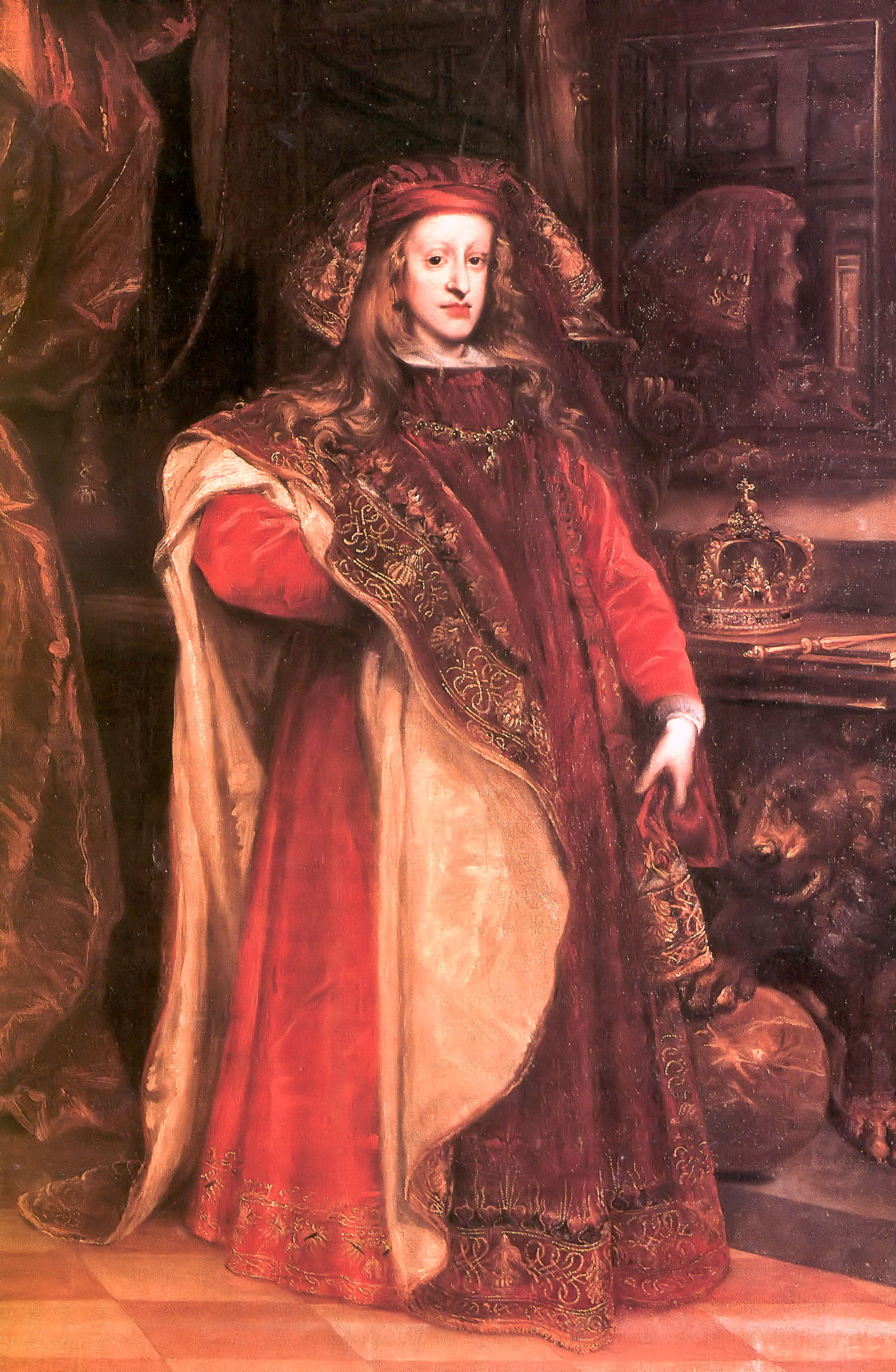
『カルロス2世 (スペイン王)』 プラド美術館
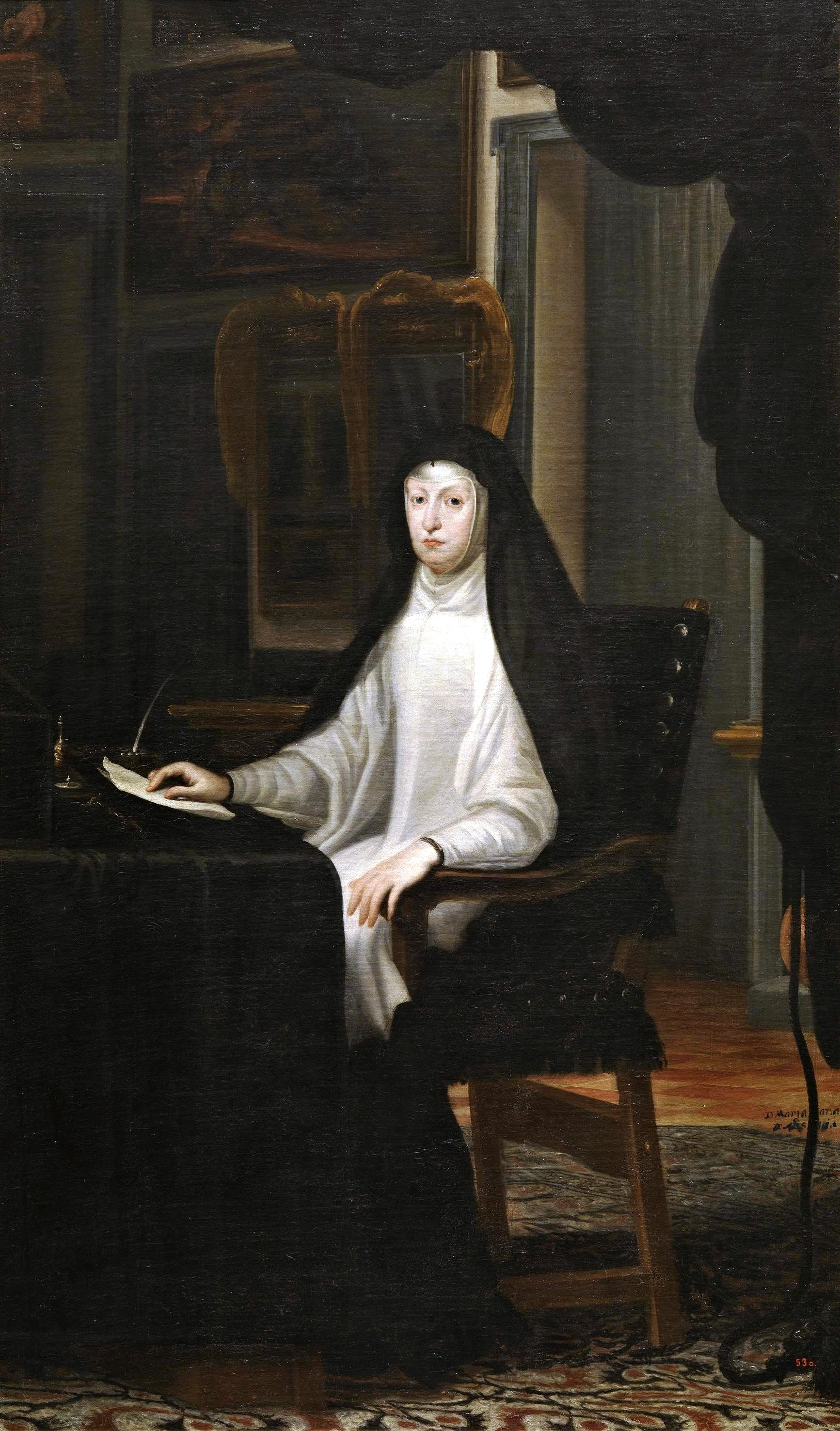
『マリアナ・デ・アウストリア』 プラド美術館
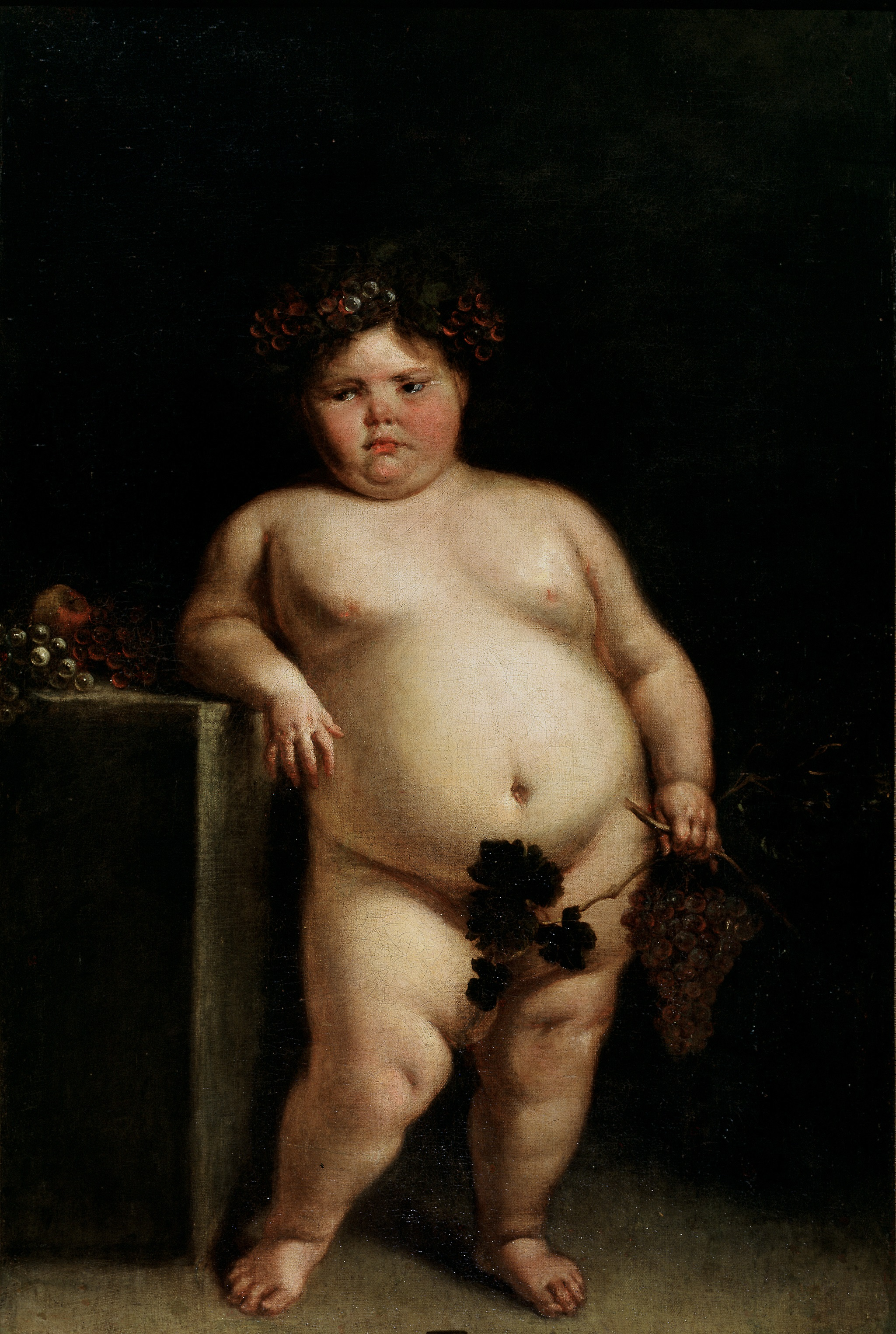
『裸のエウヘニア・マルティネス・バリェホ』プラド美術館